# Fenestraja
Fenestraja ist eine acht Arten umfassende Gattung kleiner Rochen, die im tropischen, westlichen Atlantik, im Indischen Ozean und im westlichen Pazifik vorkommt.

## Merkmale
Fenestraja-Arten werden maximal knapp länger als 40 cm, wobei ihre herzförmige Kopf-Rumpf-Scheibe immer kürzer (< 55 % der Gesamtlänge) ist als der Schwanz. Dieser kann auch mehr als 60 % der Gesamtlänge ausmachen. Die Rückenseite ist hellbeige bis dunkelbraun gefärbt und entweder einfarbig oder mit unregelmäßig angeordneten dunklen Punkten, Flecken, Streifen oder Augenflecken gemustert. Die Bauchseite ist weißlich bis hellbeige. Entlang der Rückenmitte und auf der Schwanzoberseite verlaufen eine bis drei unregelmäßige Reihen kleiner bis mittelgroßer Dornen. Weitere Dornen befinden sich in der Schulterregion und an den Rändern der Augenhöhlen. Die Dornen der Schulterregion sind nicht zu einem dreieckigen Fleck angeordnet. Die Rückenseite ist mit kleinen Dentikeln besetzt. Die Schnauze (die Region vor den Augen) ist immer kürzer als 11 % der Gesamtlänge. Die Schnauzenspitze ist zugespitzt oder abgerundet und flexibel. Eine untere Schwanzflosse ist nicht vorhanden. Die Augenhöhlen sind relativ groß. Ihr Durchmesser ist genau so groß wie oder größer als ihr Abstand zueinander. Die Bauchflossen sind zweilappig. Der vordere Bauchflossenlobus ist lang und reicht bis zum Ende des hinteren Bauchflossenlobus oder darüber hinaus. Die Anzahl der Wirbel vor der Rückenflosse liegt bei 64 bis 84.

## Arten
Es gibt acht Arten:

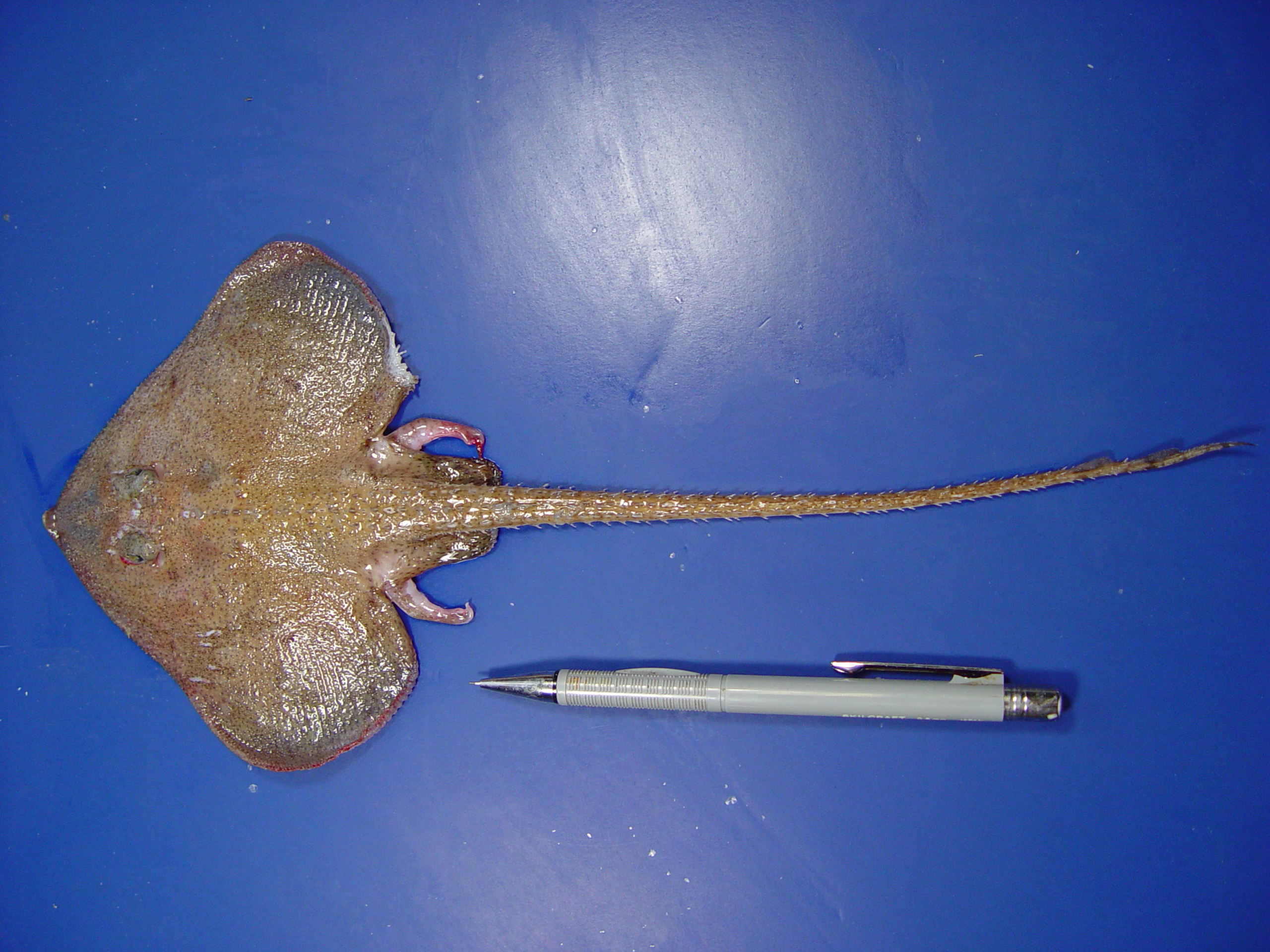
Fenestraja ishiyamai aus dem Golf von Mexiko

- Fenestraja atripinna (Bigelow & Schroeder, 1950)
- Fenestraja cubensis (Bigelow & Schroeder, 1950)
- Fenestraja ishiyamai (Bigelow & Schroeder, 1962)
- Fenestraja maceachrani (Séret, 1989)
- Fenestraja mamillidens (Alcock, 1889)
- Fenestraja plutonia (Garman, 1881)
- Fenestraja sibogae (Weber, 1913)
- Fenestraja sinusmexicanus (Bigelow & Schroeder, 1950)